# Biblioteca Municipal "Ciro Alegría"
La Biblioteca Municipal "Ciro Alegría" está  situada en el distrito de San Luis de la provincia de Lima, Perú. Es un servicio público del Estado Peruano. Cuenta con cinco mil volúmenes de diversos libros y dieciséis computadoras, y con acceso a Internet.

## Historia
Construida sobre un área de 170 m², con una inversión aproximada de 200 mil nuevos soles de su época, fue una edificación esperada por muchos vecinos, con una estructura dispuesta en tres niveles; en el primer nivel para la atención de los estudiantes de primaria, en el segundo nivel a los estudiantes de secundaria y en el tercer nivel a los estudiantes de educación superior. Con la capacidad para atender a unos 150 lectores en sus tres niveles, en ese entonces.
Se realizó una inversión de aproximadamente 150 mil nuevos soles para equipar con textos, revistas y otras publicaciones, así mismo con la colaboración de las diferentes organizaciones, empresas y embajadas. La Biblioteca fue edificada con recursos propios, brindando servicios gratuitos a la niñez y juventud sanluisinas.

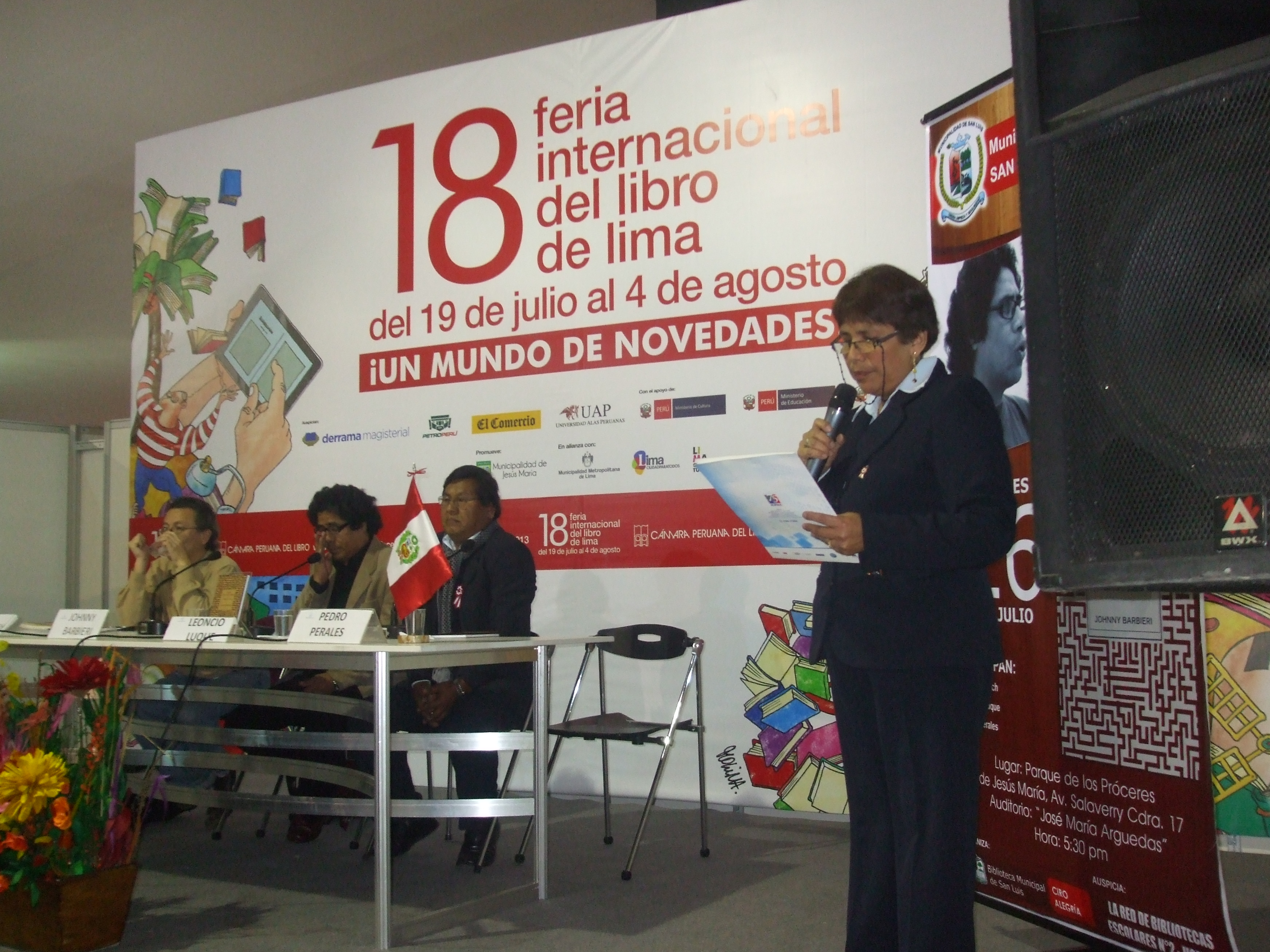
Javier Garvich, Johnny Barbieri, Leoncio Luque Ccota y Virginia Càrdenas, 26 de julio de 2013

## Inauguración
Fue inaugurado el 1 de febrero de 1992 siendo los padrinos la exministra de Educación, Gloria Helfer y el diputado Raúl Diez Canseco.
En palabras del regidor Elías Ortega, en ese entonces presidente de la Comisión de Educación, 

El objetivo primordial que determinó la construcción de la Biblioteca Municipal, es el de incentivar la lectura facilitando que este servicio se encuentre al alcance de todos.

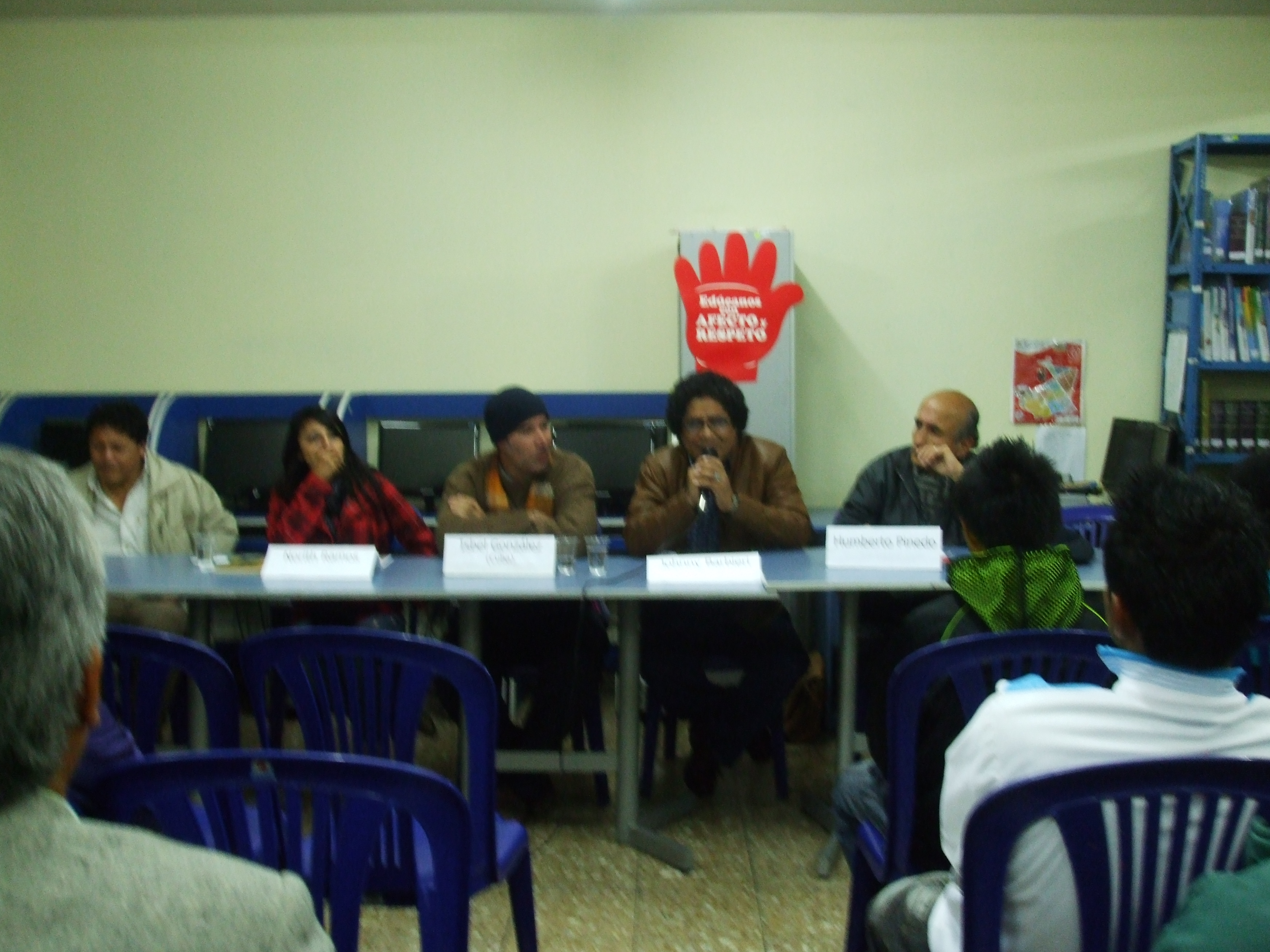
Manuel Nùñez del Pardo Dàvila, Norith Ramos, Isbel Gonzàlez (poeta cubano) Johnny Barbieri y Humberto Pinedo, en un recital de poesía.

## Características
Es una biblioteca de estantería abierta, donde se presta servicio de referencia, consulta y acompañamiento, al lector para encontrar la información requerida. Además, presta servicio de proyección con actividades culturales, capacitación a bibliotecarios.
La biblioteca municipal se ha caracterizado por ser una biblioteca multifuncional, que ha generado un sinnúmero de acciones culturales, dentro y fuera de sus instalaciones.

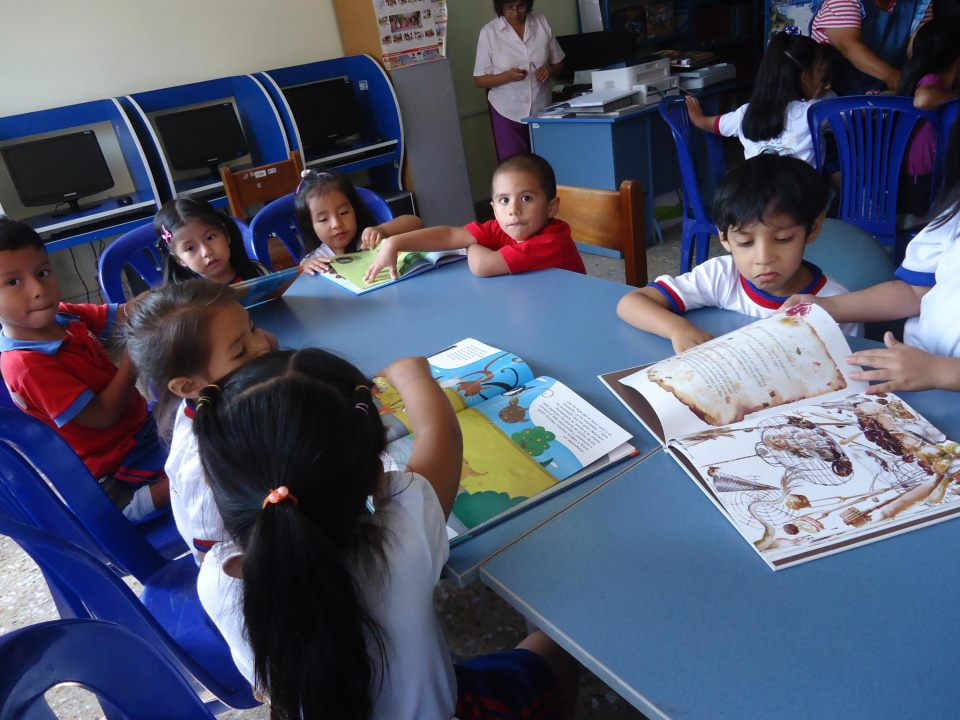
Taller de lectura

## Actividades culturales
De sus actividades pilares llama la atención el Pasacalle Cultural por el día Internacional del Libro, que se celebra cada año el 23 de abril, con la participación de la comunidad educativas y la sociedad civil; así mismo el evento por el Día de la Biblioteca Escolar que se realiza el 10 de noviembre de cada año.
Llama la atención, igualmente los festivales de poesía y el 1.er Festival del Libro Infantil y Juvenil, recitales y presentaciones de libros.
La Biblioteca Municipal cuenta con el apoyo de escritores y poetas que viven en el distrito de San Luis, como son: Rómulo Isla Laredo, Manuel Nùñez del Prado Dàvila, Jorge Castillo Zubiaga, Rosa Ledesma Carrillo, Humberto Pinedo, Leoncio Luque Ccota, Norith Ramos, entre otros.

## Red de bibliotecas municipales y escolares
Es parte de la Red de Biblioteca Municipal y Escolar creada en 2009; a través de esta Red, la Biblioteca Municipal ha organizado y tejido, una serie de actividades en beneficio de la comunidad Educativa de San Luis.

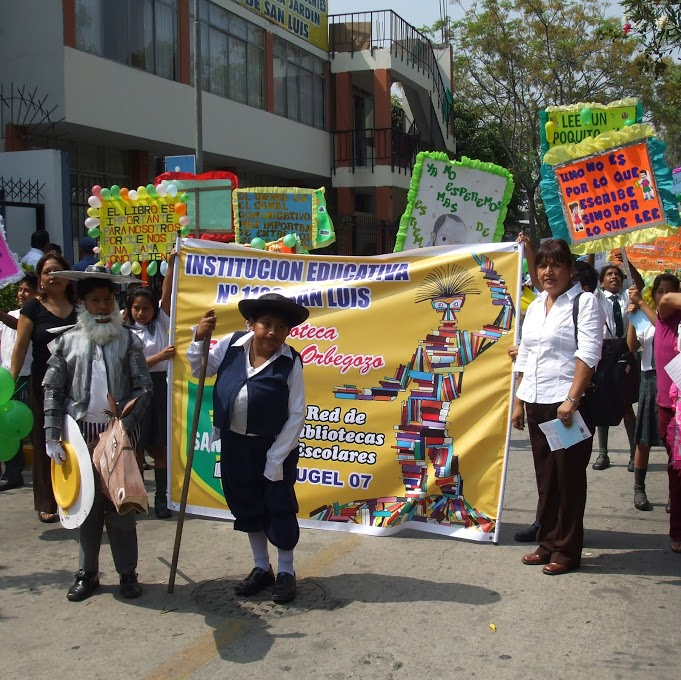
Realizado con las Biblioteca escolares del distrito de San Luis

### Integrantes
Bibliotecas Escolares de las instituciones Educativas: Villa Jardín, La Cantuta, San Luis, Los Educadores, San Juan Macías y Madre Admirable.

## Talleres
Desde 2007, en la biblioteca se lleva a cabo un taller de quechua, dirigido por el Club de Quechuahablantes Baltazar Azpur Palomino fundado por el guitarrista Manuelcha Prado. Tiene como finalidad aprender y valorar el quechua, el segundo idioma más hablado en el Perú. Asimismo se desarrollan talleres de creación literaria, además de los talleres de computación dirigidos a la comunidad en general.

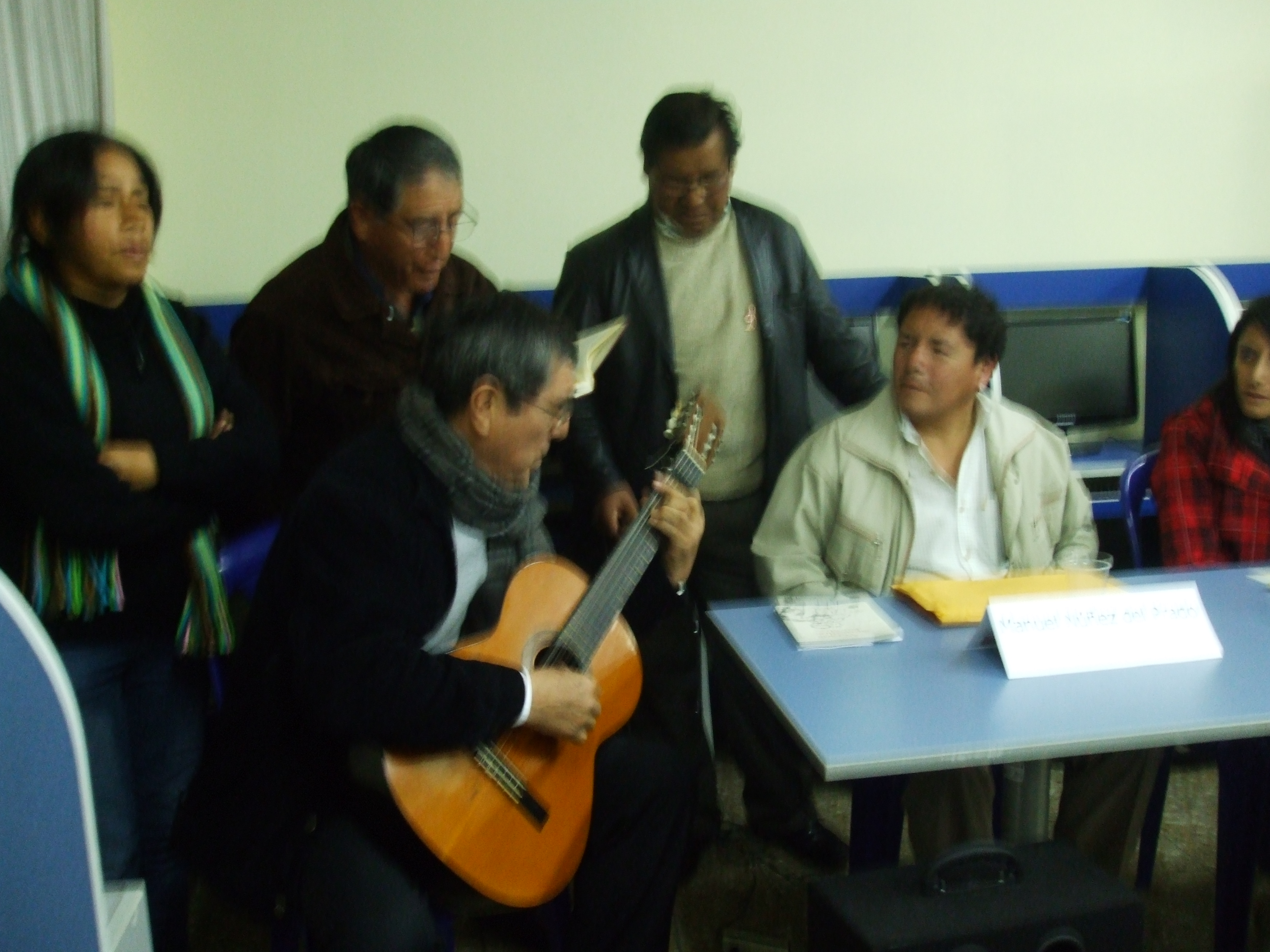
Club de quechua hablantes en plena actividad musical y literaria